# لینو مرزراتی
لینو مرزراتی (انگلیسی: Lino Marzorati؛ زادهٔ ۱۲ اکتبر ۱۹۸۶) بازیکن فوتبال اهل ایتالیا است.
از باشگاه‌هایی که در آن بازی کرده‌است می‌توان به باشگاه فوتبال مودنا، باشگاه فوتبال کالیاری، باشگاه فوتبال ساسولو، باشگاه فوتبال امپولی، و باشگاه فوتبال آ.ث. میلان اشاره کرد.
وی همچنین در تیم‌های ملی فوتبال زیر ۱۶ سال ایتالیا، زیر ۱۷ سال ایتالیا، زیر ۱۹ سال ایتالیا، زیر ۲۰ سال ایتالیا، زیر ۲۱ سال ایتالیا، و زیر ۲۱ سال ایتالیا بازی کرده‌است.